# Liwa al-Quds
El Liwa al-Quds —en àrab لواء القدس, Liwāʾ al-Quds— o la Brigada de Jerusalem és un grup governamental palestí-sirià pro-baazista que opera a Alep, format en 2013 per l'enginyer Muhammad al-Said. Des d'inicis del 2015, el grup ha sofert 200 baixes i mes de 400 ferits des del seu establiment. El grup està compost per palestins musulmans sunnites del campament de refugiats d'al-Nayrab. Es creu que Liwa al-Quds és la força auxiliar mes gran que opera a Alep.
El grup va recolzar l'exèrcit sirià en el seu esforç per reobrir la línia de proveïment principal a Alep en 2015.